# 亚利桑那大学董事会
亚利桑那大学董事会（ABOR）是亚利桑那州州立大学系统的管理机构，为亚利桑那州立大学、北亚利桑那大学和亚利桑那大学提供政策指导。

## 历史
1885年，亚利桑那领地立法机构授权成立亚利桑那大学，并规定由校董会负责管理、指导、治理和控制。两所州立学院分别位于坦佩和弗拉格斯塔夫，由三名州立教育委员会管理，其中包括公共教育总监和亚利桑那州州长任命的两名成员。
1945年3月，亚利桑那州长签署了一项法律，将亚利桑那州立大学和州立学院的管理委员会合并。校董会的职权范围扩大到坦佩的亚利桑那州立师范学院（现为亚利桑那州立大学）和弗拉格斯塔夫的亚利桑那州立师范学院（现为北亚利桑那大学）。

## 又见
- 堪萨斯大学董事会